# Greater London
Greater London er en af de  ni regioner i England. Det blev oprettet i 1965. Regionen består af 32 bydele og the City of London. Regionen dækker et areal på 1.579 km² med anslået 7,5 millioner indbyggere (juni 2006).
Storbritannien havde 73 medlemmer af Europa-Parlamentet ved valget i 2014. De vælges i regionerne, hvor Nordirland, Skotland, Wales og hver af de engelske regioner udgør valgkredse undtagen det britiske oversøiske territorium Gibraltar, der er del af South West England-kredsen. Greater London havde otte medlemmer i 2014.
Området dækker byen London og er ikke en officielt anerkendt by, men rummer to anerkendte byer: Westminster og City of London. Dog betragtes det som et byområde på linje med en kommune. Selve udtrykket "London" dækker sædvanligvis mere eller mindre dette område og refererer oftest til Greater London snarere end den gamle bykerne, the City of London.

## Historie
Greater London blev oprettet i 1965 ved en sammenlægning af de administrative grevskaber London og Middlesex. The City of London, som tidligere ikke havde haft direkte forbindelse til Londons administration, blev også taget med. Nogle områder i Kent, Surrey, Hertfordshire og Essex blev også overført til Greater London. Regionen grænser også til Buckinghamshire.
Regionen havde først et todelt lokalstyre, hvori Greater Londonrådet delte magten med myndighederne i City of London og de 32 bydelsråd. Greater London-rådet blev afskaffet af Margaret Thatchers regering i 1986. Nogle af opgaverne blev lagt til bydelsrådene og City of Londons myndigheder, mens andre blev lagt til centralmyndighederne. I 2000 blev the Greater London Authority, som består af Londonforsamlingen og borgmesteren, oprettet af Labour-regeringen. Bydelsrådene blev afskaffet.

## Befolkning
Befolkningen i regionen voksede fra omkring 1,1 million i 1801 til omkring 8,5 millioner i 1939. I 1980'erne gik den kraftigt ned til omkring 6,5 millioner. Den stiger nu igen. Årsagen til nedgangen er først og fremmest bedre infrastruktur i områderne nær Greater London, så mange er blevet pendlere fra mindre byer nær London. Londons pendlerområde er betragtelig større end regionen med op til 14 millioner indbyggere.
Før 1965 kunne man også finde referencer til Greater London som en mere uformel enhed. Dette forekom særligt i forbindelse med politiet, som blev omtalt som Greater Londons politi. Det formelle navn på politistyrken, Metropolitan Police Service, foretrækkes af de fleste, selv om den dækker områder udenfor selve metropolen London.

## Kort over bydele (boroughs)
| 1. City of London (ikke en borough) 2. City of Westminster 3. Kensington and Chelsea 4. Hammersmith and Fulham 5. Wandsworth 6. Lambeth 7. Southwark 8. Tower Hamlets 9. Hackney 10. Islington 11. Camden 12. Brent 13. Ealing 14. Hounslow 15. Richmond 16. Kingston 17. Merton |  | 1. Sutton 2. Croydon 3. Bromley 4. Lewisham 5. Greenwich 6. Bexley 7. Havering 8. Barking and Dagenham 9. Redbridge 10. Newham 11. Waltham Forest 12. Haringey 13. Enfield 14. Barnet 15. Harrow 16. Hillingdon |